# Società Sportiva Lazio 2006-2007
Questa voce raccoglie le informazioni riguardanti la Società Sportiva Lazio nelle competizioni ufficiali della stagione 2006-2007.

## Stagione

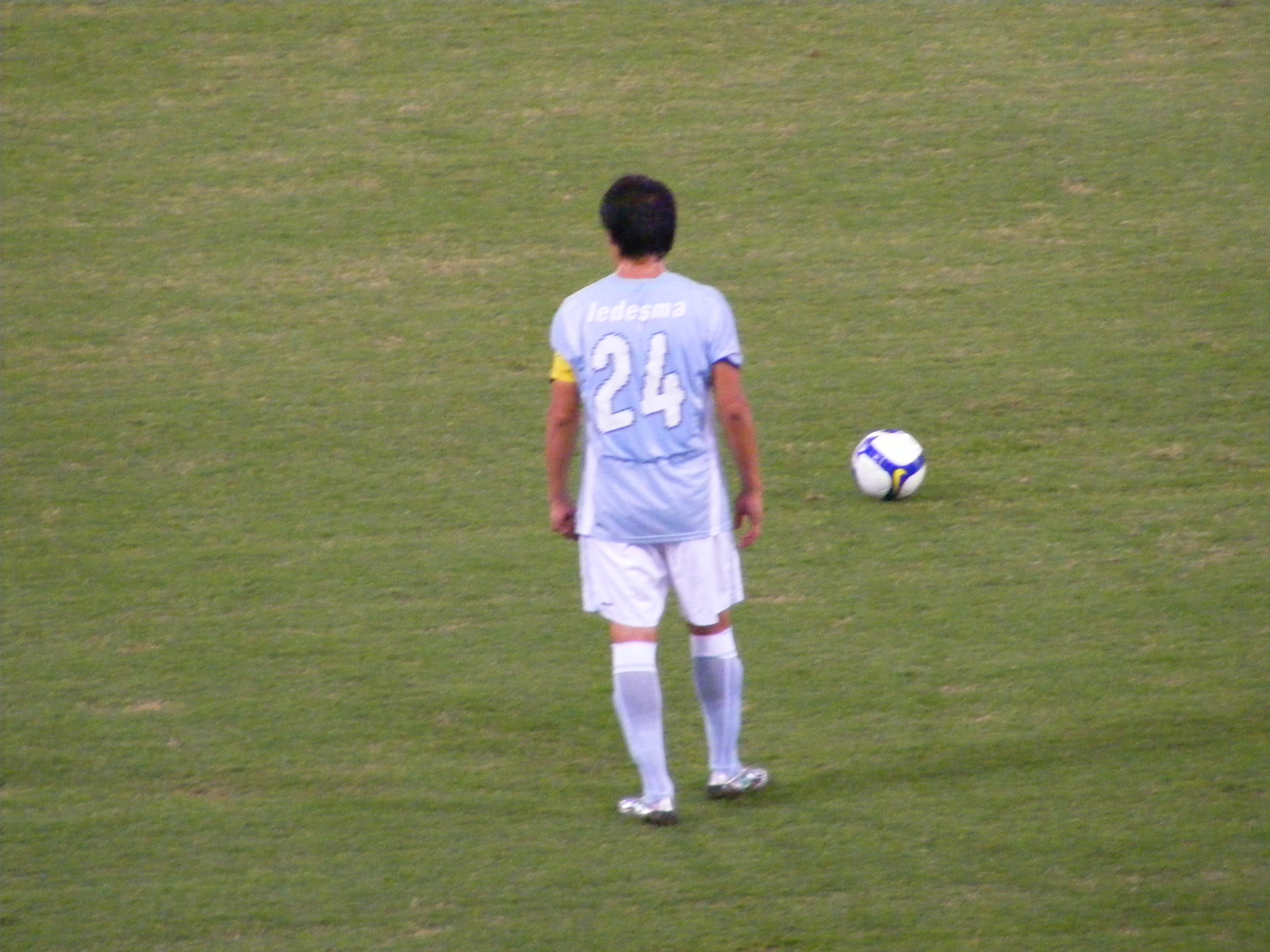
Cristian Ledesma: il centrocampista argentino sarà tra i protagonisti dell'annata laziale.

Al termine della stagione 2005-2006 la Lazio, insieme ad altri club (tra cui Fiorentina, Juventus e Milan), viene coinvolta nello scandalo di Calciopoli riguardante un giro di partite truccate risalenti al 2004-2005. In prima istanza il club biancoceleste viene condannato alla retrocessione in Serie B, ma una confessione dell'arbitro Daniele Tombolini rende più chiaro il quadro: Tombolini ammette che nell'unica partita incriminante la Lazio gli era stato richiesto di prestare attenzione (in quanto la squadra era stata vittima di torti in precedenza), ma egli non favorì i capitolini con la sua direzione di gara. A seguito di questa confessione, il giudice Sandulli revisiona la sentenza: la Lazio subisce una penalizzazione di 30 punti nel campionato 2005-2006 (perdendo la possibilità di partecipare alla Coppa UEFA, dopo essersi qualificata sul campo), e di 11 punti da scontare nel successivo torneo di Serie A.
Il calciomercato vede gli arrivi di Makinwa dal Palermo e di Ledesma dal Lecce; durante la finestra di gennaio vengono ceduti il giovane Pasquale Foggia (al Cagliari) e il capitano Massimo Oddo (al Milan), quest'ultimo tra le contestazioni dei tifosi.
Il Campionato 2006-2007 non inizia bene per la Lazio, che subisce due sconfitte nelle prime due giornate contro Milan e Palermo (entrambe col risultato di 2-1). Tuttavia nelle settimane seguenti una serie di vittorie e la restituzione di 8 degli 11 punti di penalizzazione (in seguito all'arbitrato del CONI) permettono alle Aquile di risalire in classifica. Il 10 dicembre 2006 la squadra di Delio Rossi riesce a vincere il derby di andata, rifilando un 3-0 alla Roma. Anche grazie a un positivo girone di ritorno la Lazio chiude il campionato al terzo posto, qualificandosi per i preliminari di Champions League: era dalla stagione 2002-2003 che la Lazio non terminava il campionato nelle prime quattro posizioni.
Il percorso in Coppa Italia comincia eliminando il Rende (4-0), match disputato allo Stadio Flaminio, e il Monza (4-3 ai tiri di rigore), ma si interrompe al terzo turno contro il Messina (allenato dall'ex Bruno Giordano): i siciliani battono in casa la Lazio ai tempi supplementari, col risultato di 4-3.

## Divise e sponsor
Il 27 luglio 2006, sono state presentate le nuove maglie della Lazio da Marco Canigiani del marketing biancoceleste e Furio Focolari, responsabile delle relazioni esterne della Puma, presso la sala congressi dell'Hotel Avita di Bad Tatzmannsdorf. La divisa per le partite casalinghe mantiene i caratteristici colori bianco e celeste della squadra, quella di riserva con l'accostamento cromatico bianco/navy. Aerodinamica e raffinata, l'originale stampa mimetica tono su tono, le scritte e i numeri nel carattere PUMA Pace ne perfezionano la presenza sul campo. La nuova divisa introduce un nuovo tessuto antistrappo sviluppato in collaborazione con la Manchester Metropolitan University, per una soluzione leggera a prescindere dalle condizioni atmosferiche o da quelle fisiche.
Lo sponsor ufficiale per la stagione 2006-2007 è come quello dell'anno precedente, ossia INA Assitalia, compagnia assicuratrice appartenente al gruppo Assicurazioni Generali e operante sul mercato italiano.
| Casa | Trasferta | Portiere |

La composizione delle divise è la seguente:
- Casa: la maglia è celeste, il pantaloncino è bianco con due linee celesti orizzontali e i calzettoni celesti.
- Trasferta: la maglia è bianca e pantaloncino blu navy, mentre i calzettoni sono bianchi.

Va ricordato che, a seconda dei colori della squadra avversaria, i pantaloncini e i calzettoni possono essere abbinati in modo differente.

## Organigramma societario
Area direttiva
- Presidente: Claudio Lotito

Area organizzativa
- Team manager: Maurizio Manzini

Area tecnica
- Direttore sportivo: Walter Sabatini
- Allenatore: Delio Rossi
- Allenatore in seconda: Fedele Limone
- Preparatori atletici: Valter Vio, Adriano Bianchini
- Preparatore dei portieri: Adalberto Grigioni

Area sanitaria
- Direttore sanitario: dott. Ivo Pulcini
- Coordinatore sanitario e medico sociale: dott. Bernardino Petrucci
- Medici sociali: dott.ri Roberto Bianchini, Roberto Postacchini, Stefano Salvatori
- Fisioterapisti: Giulio Fermanelli, Federico Genovesi, Massimo Romano Papola, Claudio Patti, Carlo Zazza
- Massofisioterapista: Doriano Ruggiero

## Rosa
| N. |                               | Ruolo | Calciatore                     |
| -- | ----------------------------- | ----- | ------------------------------ |
| 1  | Italia (bandiera)             | P     | Angelo Peruzzi                 |
| 2  | Italia (bandiera)             | D     | Guglielmo Stendardo            |
| 3  | Italia (bandiera)             | D     | Riccardo Bonetto               |
| 4  | Italia (bandiera)             | C     | Fabio Firmani                  |
| 5  | Italia (bandiera)             | C     | Massimo Mutarelli              |
| 6  | Italia (bandiera)             | C     | Alberto Quadri                 |
| 7  | Italia (bandiera)             | D     | Manuel Belleri                 |
| 8  | Italia (bandiera)             | D     | Luciano Zauri (capitano)       |
| 10 | Italia (bandiera)             | C     | Roberto Baronio                |
| 11 | Italia (bandiera)             | C     | Stefano Mauri                  |
| 13 | Italia (bandiera)             | D     | Sebastiano Siviglia            |
| 14 | Italia (bandiera)             | P     | Tommaso Berni                  |
| 15 | Francia (bandiera)            | D     | Modibo Diakité                 |
| 17 | Albania (bandiera)            | A     | Igli Tare                      |
| 18 | Italia (bandiera)             | A     | Tommaso Rocchi (vice-capitano) |
| 19 | Macedonia del Nord (bandiera) | A     | Goran Pandev                   |
| 20 | Nigeria (bandiera)            | A     | Stephen Makinwa                |

| N. |                           | Ruolo | Calciatore              |
| -- | ------------------------- | ----- | ----------------------- |
| 21 | Italia (bandiera)         | A     | Simone Inzaghi          |
| 22 | Italia (bandiera)         | D     | Massimo Oddo (capitano) |
| 23 | Italia (bandiera)         | C     | Daniele Greco           |
| 24 | Argentina (bandiera)      | C     | Cristian Ledesma        |
| 25 | Brasile (bandiera)        | D     | Emílson Sánchez Cribari |
| 26 | Belgio (bandiera)         | C     | Gaby Mudingayi          |
| 29 | Italia (bandiera)         | D     | Lorenzo De Silvestri    |
| 32 | Italia (bandiera)         | P     | Marco Ballotta          |
| 33 | Italia (bandiera)         | P     | Matteo Sereni           |
| 68 | Costa d'Avorio (bandiera) | C     | Christian Manfredini    |
| 77 | Cile (bandiera)           | C     | Luis Jiménez            |
| 82 | Italia (bandiera)         | D     | Cristiano Gimelli       |
| 83 | Italia (bandiera)         | C     | Pasquale Foggia         |
| 85 | Svizzera (bandiera)       | C     | Valon Behrami           |
| 88 | Italia (bandiera)         | P     | Simone Santarelli       |
| 90 | Colombia (bandiera)       | P     | Libis Arenas            |

## Calciomercato
Durante la sessione estiva del calciomercato vengono ingaggiati i portieri Libis Arenas dall'Envigado e Tommaso Berni dalla Ternana, il difensore svincolato Riccardo Bonetto, il difensore francese Modibo Diakité, il centrocampista Massimo Mutarelli e l'attaccante nigeriano Stephen Makinwa dal Palermo, il centrocampista Alberto Quadri dall'Inter, il centrocampista argentino Cristian Daniel Ledesma dal Lecce e il centrocampista offensivo Pasquale Foggia dal Milan. Invece per quanto concerne le cessioni si svincolano Ousmane Dabo, che conclude il contratto con la società capitolina e si accasa al Manchester City, l'attaccante Paolo Di Canio e il centrocampista Fabio Liverani, mentre viene ceduto Christian Thielsen Keller allo Stabæk oltre a Matías Lequi, il cui cartellino viene riscattato dal Celta Vigo.
Durante la sessione invernale invece viene ingaggiato il solo Luis Jiménez, in prestito dalla Ternana. Invece vengono ceduti il capitano Massimo Oddo al Milan a titolo definitivo e in prestito Libis Arenas all'Envigado, Pasquale Foggia alla Reggina e Alberto Quadri allo Spezia.

### Sessione estiva
| Acquisti | Acquisti                | Acquisti    | Acquisti                                      |
| R.       | Nome                    | da          | Modalità                                      |
| -------- | ----------------------- | ----------- | --------------------------------------------- |
| P        | Libis Arenas            | Envigado    | definitivo (0,8 milioni €)                    |
| P        | Tommaso Berni           | Ternana     | prestito                                      |
| P        | Matteo Sereni           | Treviso     | fine prestito                                 |
| D        | Manuel Belleri          | Udinese     | risoluzione compartecipazione (0,4 milioni €) |
| D        | Emílson Sánchez Cribari | Udinese     | riscatto cartellino (3,1 milioni €)           |
| D        | Riccardo Bonetto        | Empoli      | svincolato                                    |
| D        | Modibo Diakité          | Pescara     | compartecipazione                             |
| D        | Cristiano Gimelli       | Viterbese   | fine prestito                                 |
| D        | Simone Sannibale        | Salernitana | fine prestito                                 |
| C        | Roberto Baronio         | Udinese     | fine prestito                                 |
| C        | Lucas Correa            | Lanciano    | definitivo (0,5 milioni €)                    |
| C        | Pasquale Foggia         | Milan       | prestito                                      |
| C        | Cristian Ledesma        | Lecce       | definitivo (4,5 milioni €)                    |
| C        | Stefano Mauri           | Udinese     | riscatto cartellino (3,1 milioni €)           |
| C        | Massimo Mutarelli       | Palermo     | svincolato                                    |
| C        | Alberto Quadri          | Inter       | compartecipazione                             |
| A        | Stephen Makinwa         | Palermo     | compartecipazione (3 milioni €)               |
| A        | Goran Pandev            | Udinese     | risoluzione compartecipazione (3,9 milioni €) |

| Cessioni | Cessioni                  | Cessioni        | Cessioni                      |
| R.       | Nome                      | a               | Modalità                      |
| -------- | ------------------------- | --------------- | ----------------------------- |
| P        | Samir Handanovič          | Udinese         | fine prestito                 |
| P        | Alessio De Angelis        | Morolo          | svincolato                    |
| D        | Marco Angeletti           | Sambenedettese  | risoluzione compartecipazione |
| D        | Claudio Castroni          | Taranto         | definitivo                    |
| D        | Andrea Giallombardo       | Livorno         | fine prestito                 |
| D        | Matías Lequi              | Celta Vigo      | riscatto cartellino           |
| D        | Felice Piccolo            | Juventus        | fine prestito                 |
| D        | Simone Sannibale          | Juve Stabia     | prestito                      |
| D        | Fabio Zaccardi            | Paganese        | prestito                      |
| C        | Massimo Bonanni           | Palermo         | fine prestito                 |
| C        | Lucas Correa              | Lanciano        | prestito                      |
| C        | Michel Cruciani           | Lanciano        | definitivo                    |
| C        | Ousmane Dabo              | Manchester City | svincolato                    |
| C        | Christian Thielsen Keller | Stabæk          | definitivo                    |
| C        | Fabio Liverani            | Fiorentina      | svincolato                    |
| C        | Fabrizio Melara           | Sambenedettese  | risoluzione compartecipazione |
| A        | Alfonso Delgado           | Potenza         | risoluzione compartecipazione |
| A        | Paolo Di Canio            | Cisco Roma      | svincolato                    |
| A        | Simone Perugini           | Sambenedettese  | risoluzione compartecipazione |

### Sessione invernale
| Acquisti | Acquisti         | Acquisti    | Acquisti                   |
| R.       | Nome             | da          | Modalità                   |
| -------- | ---------------- | ----------- | -------------------------- |
| P        | Tommaso Berni    | Ternana     | definitivo (1,5 milioni €) |
| D        | Simone Sannibale | Juve Stabia | fine prestito              |
| C        | Lucas Correa     | Lanciano    | fine prestito              |
| C        | Pasquale Foggia  | Milan       | definitivo (0 €)           |
| C        | Luis Jiménez     | Ternana     | prestito (1 milione €)     |

| Cessioni | Cessioni          | Cessioni | Cessioni                    |
| R.       | Nome              | da       | Modalità                    |
| -------- | ----------------- | -------- | --------------------------- |
| P        | Libis Arenas      | Envigado | prestito                    |
| D        | Cristiano Gimelli | Lanciano | compartecipazione           |
| D        | Massimo Oddo      | Milan    | definitivo (7,75 milioni €) |
| D        | Simone Sannibale  | Torres   | prestito                    |
| C        | Lucas Correa      | Lucchese | prestito                    |
| C        | Pasquale Foggia   | Reggina  | prestito                    |
| C        | Alberto Quadri    | Spezia   | prestito                    |

## Risultati

### Serie A

#### Girone di andata
| Arbitro: | Bertini (Arezzo) |

|                             |           |             |
| F. Inzaghi 27’ Oliveira 70’ | Marcatori | 73’ Makinwa |

| Arbitro: | Rizzoli (Bologna) |

|            |           |                     |
| Rocchi 74’ | Marcatori | 11’, 37’ Di Michele |

| Arbitro: | Banti (Livorno) |

|  |           |                 |
|  | Marcatori | 63’ (rig.) Oddo |

| Arbitro: | Girardi (San Donà di Piave) |

|              |           |  |
| Siviglia 69’ | Marcatori |  |

| Arbitro: | Pieri (Lucca) |

|  |           |                                           |
|  | Marcatori | 48’ Rocchi 55’, rig.’ (67) Oddo 71’ Mauri |

| Roma 15 ottobre 2006, ore 20:30 CEST 6ª giornata | Lazio               | 0 – 0 referto | Cagliari | Stadio Olimpico (19.402 spett.)\| Arbitro: \| De Marco (Chiavari) \| |
| Arbitro:                                         | De Marco (Chiavari) |               |          |                                                                      |

| Arbitro: | Messina (Bergamo) |

|                                 |           |            |
| G. Colucci 36’, 53’ Spinesi 45’ | Marcatori | 56’ Rocchi |

| Arbitro: | Trefoloni (Siena) |

|                                   |           |  |
| Quagliarella 52’ Volpi 74’ (rig.) | Marcatori |  |

| Roma 29 ottobre 2006, ore 15:00 CET 9ª giornata | Lazio             | 0 – 0 referto | Reggina | Stadio Olimpico (18.315 spett.)\| Arbitro: \| Gava (Conegliano) \| |
| Arbitro:                                        | Gava (Conegliano) |               |         |                                                                    |

| Arbitro: | Brighi (Cesena) |

|               |           |            |
| Vannucchi 87’ | Marcatori | 17’ Pandev |

| Arbitro: | Bergonzi (Genova) |

|                                         |           |  |
| Rocchi 33’, 82’ Mauri 41’, 74’ Oddo 78’ | Marcatori |  |

| Arbitro: | Ayroldi (Molfetta) |

|                   |           |                                       |
| Riganò 56’ (rig.) | Marcatori | 11’, 82’ Mauri 59’ Pandev 84’ Makinwa |

| Arbitro: | Paparesta (Bari) |

|                                  |           |                  |
| Belleri 8’ Pandev 25’ Foggia 84’ | Marcatori | 16’ (aut.) Mauri |

| Arbitro: | Rizzoli (Bologna) |

|          |           |  |
| Toni 15’ | Marcatori |  |

| Arbitro: | Rosetti (Torino) |

|                                           |           |  |
| Ledesma 44’ Oddo 52’ (rig.) Mutarelli 73’ | Marcatori |  |

| Arbitro: | Pantana (Macerata) |

|                  |           |            |
| C. Lucarelli 65’ | Marcatori | 25’ Pandev |

| Arbitro: | Rocchi (Firenze) |

|  |           |                             |
|  | Marcatori | 40’ Cambiasso 85’ Materazzi |

| Arbitro: | Saccani (Mantova) |

|           |           |                                        |
| Budan 20’ | Marcatori | 30’ G. Stendardo 34’ Pandev 45’ Rocchi |

| Arbitro: | Gava (Conegliano) |

|            |           |           |
| Rocchi 61’ | Marcatori | 87’ Cozza |

#### Girone di ritorno
| Roma 21 gennaio 2007, ore 20:30 CET 20ª giornata | Lazio             | 0 – 0 referto | Milan | Stadio Olimpico (28.948 spett.)\| Arbitro: \| Saccani (Mantova) \| |
| Arbitro:                                         | Saccani (Mantova) |               |       |                                                                    |

| Arbitro: | Dondarini (Finale Emilia) |

|  |           |                                     |
|  | Marcatori | 45’, 78’ (rig.) Rocchi 52’ Siviglia |

| Roma 4 febbraio 2007, ore 17:30 CEST 22ª giornata | Lazio             | 0 – 0 referto | Chievo | Stadio Olimpico (19.411 spett.)\| Arbitro: \| Bergonzi (Genova) \| |
| Arbitro:                                          | Bergonzi (Genova) |               |        |                                                                    |

| Bergamo 11 febbraio 2007, ore 15:00 CET 23ª giornata | Atalanta                 | 0 – 0 referto | Lazio | Stadio Atleti Azzurri d'Italia (0 spett.)\| Arbitro: \| Morganti (Ascoli Piceno) \| |
| Arbitro:                                             | Morganti (Ascoli Piceno) |               |       |                                                                                     |

| Arbitro: | Rizzoli (Bologna) |

|                 |           |  |
| Pandev 11’, 60’ | Marcatori |  |

| Arbitro: | Messina (Bergamo) |

|  |           |                        |
|  | Marcatori | 21’ Cribari 34’ Rocchi |

| Arbitro: | Rocchi (Firenze) |

|                                      |           |                |
| Pandev 60’ Siviglia 88’ Rocchi 90+5’ | Marcatori | 17’ G. Colucci |

| Arbitro: | Girardi (San Donà di Piave) |

|            |           |  |
| Rocchi 23’ | Marcatori |  |

| Arbitro: | Saccani (Mantova) |

|                             |           |                                          |
| Gia. Tedesco 26’ Foggia 65’ | Marcatori | 45’ C. Manfredini 46’ Pandev 79’ Makinwa |

| Arbitro: | Giannoccaro (Lecce) |

|                                        |           |               |
| Pandev 8’ Rocchi 28’ C. Manfredini 74’ | Marcatori | 90+3’ Almirón |

| Arbitro: | Paparesta (Bari) |

|                                     |           |                                                          |
| Di Natale 58’ (rig.) Iaquinta 90+2’ | Marcatori | 18’ G. Stendardo 50’ Mauri 51’ Behrami 59’ (rig.) Rocchi |

| Arbitro: | Girardi (San Donà di Piave) |

|                  |           |  |
| G. Stendardo 45’ | Marcatori |  |

| Arbitro: | Girardi (San Donà di Piave) |

|                                 |           |                        |
| Soncin 71’ Di Biagio 76’ (rig.) | Marcatori | 73’ Rocchi 84’ Jiménez |

| Arbitro: | Saccani (Mantova) |

|  |           |          |
|  | Marcatori | 71’ Mutu |

| Roma 29 aprile 2007, ore 15:00 CEST 34ª giornata | Roma              | 0 – 0 referto | Lazio | Stadio Olimpico (61.292 spett.)\| Arbitro: \| Rizzoli (Bologna) \| |
| Arbitro:                                         | Rizzoli (Bologna) |               |       |                                                                    |

| Arbitro: | Dondarini (Finale Emilia) |

|             |           |  |
| Jiménez 27’ | Marcatori |  |

| Arbitro: | Banti (Livorno) |

|                                    |           |                                    |
| Crespo 20’, 35’, 81’ Materazzi 85’ | Marcatori | 3’ Pandev 4’ Mutarelli 41’ Ledesma |

| Roma 20 maggio 2007, ore 15:00 CEST 37ª giornata | Lazio               | 0 – 0 referto | Parma | Stadio Olimpico (37.914 spett.)\| Arbitro: \| De Marco (Chiavari) \| |
| Arbitro:                                         | De Marco (Chiavari) |               |       |                                                                      |

| Arbitro: | Messina (Bergamo) |

|                                |           |                   |
| Maccarone 23’ (rig.) Negro 85’ | Marcatori | 73’ (rig.) Rocchi |

### Coppa Italia
| Arbitro: | Ayroldi (Molfetta) |

|                                             |           |  |
| Pandev 21’ Rocchi 34’, 57’ De Silvestri 67’ | Marcatori |  |

| Arbitro: | Tagliavento (Terni) |

|                                     |                      |                                        |
| Beretta 90+1’                       | Marcatori            | 10’ Zauri                              |
| Campi Coti Tricarico Santos Beretta | Tiri di rigore 2 – 3 | Rocchi Tare Belleri Manfredini Ledesma |

| Arbitro: | Pieri (Lucca) |

|                                         |           |                            |
| Iliev 2’ Córdova 4’ Di Napoli 98’, 102’ | Marcatori | 6’, 70’ Pandev 113’ Rocchi |

## Statistiche

### Statistiche di squadra
Statistiche aggiornate al 27 maggio 2007.
| Competizione | Punti | In casa | In casa | In casa | In casa | In casa | In casa | In trasferta | In trasferta | In trasferta | In trasferta | In trasferta | In trasferta | Totale | Totale | Totale | Totale | Totale | Totale | DR  |
| Competizione | Punti | G       | V       | N       | P       | Gf      | Gs      | G            | V            | N            | P            | Gf           | Gs           | G      | V      | N      | P      | Gf     | Gs     | DR  |
| ------------ | ----- | ------- | ------- | ------- | ------- | ------- | ------- | ------------ | ------------ | ------------ | ------------ | ------------ | ------------ | ------ | ------ | ------ | ------ | ------ | ------ | --- |
| Serie A      | 62    | 19      | 10      | 6       | 3       | 35      | 9       | 19           | 8            | 5            | 6            | 34           | 24           | 38     | 18     | 11     | 9      | 59     | 33     | +26 |
| Coppa Italia | -     | 1       | 1       | 0       | 0       | 4       | 0       | 2            | 0            | 1            | 1            | 4            | 5            | 3      | 1      | 1      | 1      | 8      | 5      | +3  |
| Dubai Cup    | -     | 0       | 0       | 0       | 0       | 0       | 0       | 2            | 1            | 1            | 0            | 3            | 1            | 2      | 1      | 1      | 0      | 3      | 1      | +2  |
| Totale       | -     | 20      | 11      | 6       | 3       | 39      | 9       | 23           | 9            | 7            | 7            | 41           | 30           | 43     | 20     | 13     | 10     | 70     | 39     | +31 |

### Andamento in campionato
| Giornata  | 1  | 2  | 3  | 4  | 5 | 6  | 7  | 8  | 9  | 10 | 11 | 12 | 13 | 14 | 15 | 16 | 17 | 18 | 19 | 20 | 21 | 22 | 23 | 24 | 25 | 26 | 27 | 28 | 29 | 30 | 31 | 32 | 33 | 34 | 35 | 36 | 37 | 38 |
| --------- | -- | -- | -- | -- | - | -- | -- | -- | -- | -- | -- | -- | -- | -- | -- | -- | -- | -- | -- | -- | -- | -- | -- | -- | -- | -- | -- | -- | -- | -- | -- | -- | -- | -- | -- | -- | -- | -- |
| Luogo     | T  | C  | T  | C  | T | C  | T  | T  | C  | T  | C  | T  | C  | T  | C  | T  | C  | T  | C  | C  | T  | C  | T  | C  | T  | C  | C  | T  | C  | T  | C  | T  | C  | T  | C  | T  | C  | T  |
| Risultato | P  | P  | V  | V  | V | N  | P  | P  | N  | N  | V  | V  | V  | P  | V  | N  | P  | V  | N  | N  | V  | N  | N  | V  | V  | V  | V  | V  | V  | V  | V  | N  | P  | N  | V  | P  | N  | P  |
| Posizione | 17 | 18 | 18 | 11 | 9 | 10 | 11 | 12 | 13 | 13 | 12 | 10 | 7  | 7  | 5  | 5  | 7  | 5  | 5  | 6  | 4  | 6  | 6  | 6  | 5  | 4  | 4  | 3  | 3  | 3  | 3  | 3  | 3  | 4  | 3  | 3  | 3  | 3  |

Fonte:  Serie A – Classifiche, su transfermarkt.it, Transfermarkt.
Legenda:

Luogo: C = Casa; T = Trasferta. Risultato: V = Vittoria; N = Pareggio; P = Sconfitta.

### Statistiche dei giocatori
| Giocatore       | Serie A  | Serie A | Serie A     | Serie A    | Coppa Italia | Coppa Italia | Coppa Italia | Coppa Italia | Dubai Cup | Dubai Cup | Dubai Cup   | Dubai Cup  | Totale   | Totale | Totale      | Totale     |
| Giocatore       | Presenze | Reti    | Ammonizioni | Espulsioni | Presenze     | Reti         | Ammonizioni  | Espulsioni   | Presenze  | Reti      | Ammonizioni | Espulsioni | Presenze | Reti   | Ammonizioni | Espulsioni |
| --------------- | -------- | ------- | ----------- | ---------- | ------------ | ------------ | ------------ | ------------ | --------- | --------- | ----------- | ---------- | -------- | ------ | ----------- | ---------- |
| L. Arenas       | -        | -       | -           | -          | -            | -            | -            | -            | -         | -         | -           | -          | -        | -      | -           | -          |
| M. Ballotta     | 11       | -7      | 0           | 0          | 3            | -5           | 0            | 0            | 2         | -1        | -           | -          | 16       | -13    | 0           | 0          |
| R. Baronio      | 11       | 0       | 2           | 0          | -            | -            | -            | -            | -         | -         | -           | -          | 11       | 0      | 2           | 0          |
| V. Behrami      | 17       | 1       | 6           | 1          | -            | -            | -            | -            | 2         | 0         | -           | -          | 19       | 1      | 6           | 1          |
| M. Belleri      | 22       | 1       | 2           | 0          | 3            | 0            | 1            | 0            | 1         | 0         | -           | -          | 26       | 1      | 3           | 0          |
| T. Berni        | 2        | -2      | 0           | 0          | -            | -            | -            | -            | -         | -         | -           | -          | 2        | -2     | 0           | 0          |
| R. Bonetto      | 9        | 0       | 1           | 0          | -            | -            | -            | -            | 2         | 0         | -           | -          | 11       | 0      | 1           | 0          |
| E. Cribari      | 23       | 1       | 4           | 1          | 2            | 0            | 1            | 0            | 2         | 0         | -           | -          | 27       | 1      | 5           | 1          |
| L. De Silvestri | 2        | 0       | 0           | 0          | 2            | 1            | 0            | 0            | -         | -         | -           | -          | 4        | 1      | 0           | 0          |
| M. Diakité      | 3        | 0       | 1           | 0          | -            | -            | -            | -            | -         | -         | -           | -          | 3        | 0      | 1           | 0          |
| F. Firmani      | 11       | 0       | 1           | 0          | -            | -            | -            | -            | 1         | 0         | -           | -          | 12       | 0      | 1           | 0          |
| P. Foggia       | 11       | 1       | 1           | 0          | -            | -            | -            | -            | 2         | 1         | -           | -          | 13       | 2      | 1           | 0          |
| C. Gimelli      | -        | -       | -           | -          | -            | -            | -            | -            | -         | -         | -           | -          | -        | -      | -           | -          |
| D. Greco        | -        | -       | -           | -          | -            | -            | -            | -            | -         | -         | -           | -          | -        | -      | -           | -          |
| S. Inzaghi      | 5        | 0       | 1           | 0          | -            | -            | -            | -            | -         | -         | -           | -          | 5        | 0      | 1           | 0          |
| L. Jiménez      | 16       | 2       | 1           | 0          | -            | -            | -            | -            | -         | -         | -           | -          | 16       | 2      | 1           | 0          |
| C. Ledesma      | 33       | 2       | 12          | 1          | 3            | 0            | 0            | 0            | 2         | 0         | -           | -          | 38       | 2      | 12          | 1          |
| S. Makinwa      | 25       | 3       | 1           | 0          | -            | -            | -            | -            | 1         | 1         | -           | -          | 26       | 4      | 1           | 0          |
| C. Manfredini   | 25       | 2       | 2           | 0          | 2            | 0            | 0            | 0            | 1         | 0         | -           | -          | 28       | 2      | 2           | 0          |
| S. Mauri        | 29       | 6       | 8           | 0          | 2            | 0            | 0            | 0            | 1         | 1         | -           | -          | 32       | 7      | 8           | 0          |
| G. Mudingayi    | 28       | 0       | 13          | 0          | 3            | 0            | 2            | 0            | 2         | 0         | -           | -          | 33       | 0      | 15          | 0          |
| M. Mutarelli    | 24       | 2       | 11          | 0          | 2            | 0            | 0            | 0            | 2         | 0         | -           | -          | 28       | 2      | 11          | 0          |
| M. Oddo         | 15       | 5       | 5           | 1          | 2            | 0            | 0            | 0            | 1         | 0         | -           | -          | 18       | 5      | 5           | 1          |
| G. Pandev       | 36       | 11      | 4           | 1          | 3            | 3            | 0            | 0            | 1         | 0         | -           | -          | 40       | 14     | 4           | 1          |
| A. Peruzzi      | 28       | -24     | 0           | 0          | -            | -            | -            | -            | 1         | 0         | -           | -          | 29       | -24    | 0           | 0          |
| A. Quadri       | 1        | 0       | 0           | 0          | 1            | 0            | 0            | 0            | 1         | 0         | -           | -          | 3        | 0      | 0           | 0          |
| T. Rocchi       | 36       | 16      | 3           | 1          | 3            | 3            | 0            | 0            | 2         | 0         | -           | -          | 41       | 19     | 3           | 1          |
| S. Santarelli   | -        | -       | -           | -          | -            | -            | -            | -            | -         | -         | -           | -          | -        | -      | -           | -          |
| M. Sereni       | -        | -       | -           | -          | -            | -            | -            | -            | -         | -         | -           | -          | -        | -      | -           | -          |
| S. Siviglia     | 32       | 3       | 2           | 2          | 2            | 0            | 1            | 0            | 1         | 0         | -           | -          | 35       | 3      | 3           | 2          |
| G. Stendardo    | 21       | 3       | 4           | 2          | 3            | 0            | 0            | 0            | 2         | 0         | -           | -          | 26       | 3      | 4           | 2          |
| I. Tare         | 14       | 0       | 1           | 0          | 3            | 0            | 0            | 0            | 1         | 0         | -           | -          | 18       | 0      | 1           | 0          |
| L. Zauri        | 36       | 0       | 6           | 1          | 3            | 1            | 1            | 0            | 2         | 0         | -           | -          | 41       | 1      | 7           | 1          |